# Shriki
 (août 2024).
Le nom de famille Cheriqui ou Cheriki est un patronyme juif séfarade dérivé de la municipalité forteresse de Xèrica en Espagne, entre Saragosse et Valence. Le nom arabe de la municipalité est H̱īrīkā et signifie « Oriental ».
Les variantes du nom incluent :
- Chriqui
- Cheriqui
- Chrigui
- Cherigui
- Chrequi
- Chreki
- Chreky
- Sreki
- Shriki
- Shriqui
- Sriki
- Sriqui
- Asharqui
- Ashriqui
- Axarqui
- Esharqui
- Exarquino
- Eshriqui

Cheriqui est mentionné comme nom de famille juif au Maroc dans la première moitié du XVIe siècle,. Dans la péninsule ibérique, ils sont reliés à la Charquia, la partie orientale de l'Espagne qui couvre les régions d'Alicante, d'Almeria et de Carthagène. Dans les anciens documents espagnols, les deux noms juifs arabes se trouvent comme Axarqui et Exarquino . Les formes diminutives comprennent Ashriqui, Eshriqui, Chriqui et Shriqui . Eshriqui et Shuriqui sont mentionnés au XVIIIe siècle. Shriqui a été découvert au 19ème siècle.
- Emmanuelle Chriqui (born 1977), Canadian film and television actress
- Idan Shriki (born 1981), Israeli football player
- Liran Shriki (born 1994), Israeli football player
- Shlomo Shriki (1949–2022), Moroccan-born Israeli painter and artist

## References
1. ↑  « SRIKI, SREKI », Museum of The Jewish People – Beit Hatfutsot (consulté le 30 avril 2017)
2. ↑  « CHERIQUI, CHERIKI », Museum of The Jewish People – Beit Hatfutsot (consulté le 30 avril 2017)
3. ↑  « SHRIKI, SHRIQUI, CHRIQUI », Museum of The Jewish People – Beit Hatfutsot (consulté le 30 avril 2017)